# رود مودا
رود مودا طولانی‌ترین رود در ایالت کداح، مالزی است.

## خط سیر
سرچشمه این رودخانه از جنگل اولو مودا می‌باشد که در ناحیه سیک در شمال‌شرقی کداح، در حوالی مرز تایلند قرار دارد و آب مورد نیاز ایالت‌های پنانگ و کداح را تأمین می‌کند. این رود مسیر طولانی را در ناحیه سیک طی می‌کند و سپس وارد ناحیه بالینگ می‌شود، که رود کتیل در کوالا کتیل با آن تلاقی پیدا می‌کند.
سپس این رود به سمت غرب جریان پیدا کرده و از میان حومه جنوبی سونگای پتانی، دومین شهر بزرگ کداح گذر می‌کند و مرز طبیعی بین منطقه کوالا مودا و منطقه شمالی سبرانگ پرای را شکل می‌دهد. در انتها رود مودا به تنگه ملاکا در کوتا کوالا مودا می‌ریزد.

## شهر و سکونتگاه‌ها در امتداد حوزهٔ رود
- سیک
- کوالا کتیل
- پادانگ سرای
- سونگای پتانی (حومه)
- کپالا باتاس (پنانگ)
- کوتا کوالا مودا

## زیرساخت
سد بریس که در سال ۲۰۰۴ با هزینه‌ای بالغ بر ۳۶۰ میلیون رینگیت مالزی ساخت آن به پایان رسید جهت تنظیم جریان آب حوزهٔ رود مودا برای تقویت آب در دسترس آبیاری شالیزار یا محصولاتی که در زمین‌هایی کشت می‌شوند که نیاز به آب دارند، تأمین آب صنایع و منازل و موارد دیگر مورد استفاده قرار می‌گیرد.

## اقلیم‌شناسی
حوزه رودخانه مودا بین سالهای ۱۹۸۵ تا ۲۰۱۵، میزان بارندگی سالیانه ۲٬۰۰۰ تا ۲٬۱۶۰ میلیمتر (۷۹ تا ۸۵ اینچ) را دریافت نمود. متوسط حداکثر و حداقل دمای ماهانه در ایستگاه آمپنگان مودا به ترتیب در محدوده ۳۰٫۹ تا ۳۴٫۵ درجه سانتی گراد (۸۷٫۶ تا ۹۴٫۱ درجه فارنهایت) و ۲۱ تا ۲۳٫۵ درجه سانتی گراد (۶۹٫۸ تا ۷۴٫۳ درجه فارنهایت) بود.

## آب‌شناسی
در فصل بارانهای موسمی، باران می‌تواند منجر به طغیان شدید آب شود. روز ۶ اکتبر ۲۰۰۳، در ایستگاه اندازه‌گیری رودخانه ویکتوریا لندانگ، دبی آب به میزان ۱۳۴۰ مترمکعب بر ثانیه ثبت شده بود.